# Vecteur isotrope
En mathématiques, un vecteur isotrope pour une forme bilinéaire f est un vecteur x tel que f(x, x) = 0.

## Définitions
Soient E un espace vectoriel et f une forme bilinéaire symétrique sur E.
On dit qu'un vecteur x de E est isotrope (pour f,, ou pour la forme quadratique associée) si f(x, x) = 0.
L'ensemble des vecteurs isotropes est appelé le cône isotrope. Il contient le noyau de f. Au cône isotrope, on associe une quadrique projective.
La forme bilinéaire est dite définie — et la forme quadratique est dite anisotrope — si 0 est son seul vecteur isotrope.

## Propriétés
- Lorsque E est un espace vectoriel réel, si f (symétrique) est définie alors f ou –f est définie positive, c'est-à-dire que c'est un produit scalaire.En effet, si ni –f ni f n'est positive, il existe deux vecteurs x et y tels que f(x, x) = 1 et f(y, y) = –1, on peut poser z = ax + y et l'on constate que {\displaystyle f(z,z)=a^{2}+2af(x,y)-1} est un polynôme du second degré de discriminant {\displaystyle 4(f(x,y)^{2}+1)>0} ; il existe donc un réel {\displaystyle a} tel que {\displaystyle f(z,z)=0}. D'autre part, z est non nul car x et y sont linéairement indépendants. Donc f n'est pas définie.
- Lorsque E est un espace vectoriel complexe de dimension supérieure ou égale à 2, f n'est jamais définie.Le raisonnement ci-dessus ne  nécessite que de mineures adaptations.